# Groen
Groen je zelená politická strana v Belgii. Vznikla v roce 1982. Strana působí v nizozemsky mluvící části Belgie, tedy ve Vlámsku. Ve francouzsky mluvící části, tedy ve Valonsku a v hlavním městě Bruselu působí spřátelená strana Ecolo. Strana několikrát měnila název, mezi léty 1982 a 2003 se jmenovala Agalev. Současný název nese od roku 2012.